# Historia Natural de las Islas Canarias

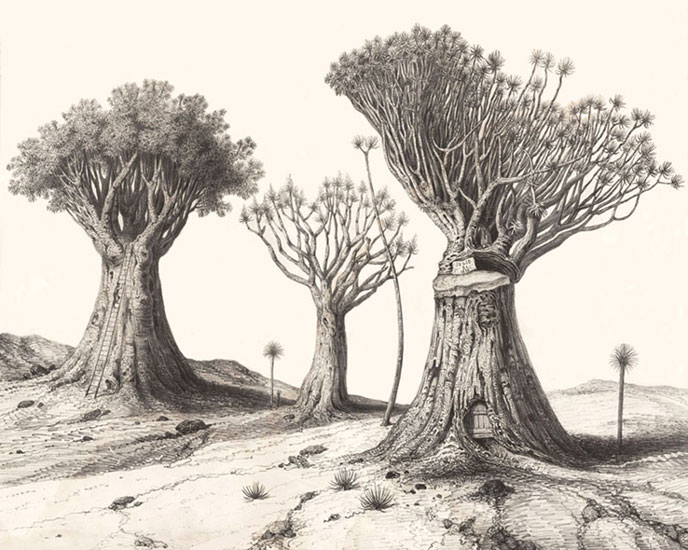
El gran drago de Franchy en La Orotava, a diferentes edades, es otra de las ilustraciones de esta obra

Histoire Naturelle des Iles Canaries (abreviado Hist. Nat. Iles Canaries) es una obra con ilustraciones y descripciones botánicas escrita en colaboración por Philip Barker Webb y Sabino Berthelot. Fue publicada en París en 4 sect. (71 partes), entre los años 1836 y 1850 y es la obra más importante escrita sobre Canarias en el siglo XIX en el ámbito de las Ciencias Naturales.
Fue escrita originalmente en francés, salvo la mayor parte de la Phytographia Canariensis, redactada en latín. Además de los dos autores principales, colaboraron en su composición importantes científicos, que se encargaron de las partes dedicadas a la zoología y la botánica de las islas.
Esta obra incluye  más de cuatrocientas treinta láminas, entre grabados y litografías realizadas por los dibujantes y grabadores más prestigiosos de la época (entre ellos el inglés J.J. Williams) y que constituyen unos de sus mayores atractivos, ya que contribuyen a que unos textos de ciencia de la primera mitad del siglo XIX sigan teniendo interés, e incluso vigencia, en áreas como la cartografía, la botánica sistemática y la geobotánica, así como en ciertas ramas de la zoología canaria. 
La temática que abarca esta obra es muy amplia y desborda lo que se entendía tradicionalmente por Historia Natural —una denominación que ya entonces se empezaba a sustituir por la de Ciencias Naturales—, porque, además de abordar los tres reinos de la Naturaleza (es decir, el ámbito geológico, la botánica y la zoología), dedica parte de la obra a la geografía física y botánica, económica y humana, y a cuestiones de historia y etnografía de las islas Canarias.
Philip Barker Webb, en uno de sus viajes a la expedición de Brasil, planeó hacer una breve visita a las islas Canarias, pero esta escala se alargaría finalmente por un tiempo considerable. Durante ese tiempo en las islas (entre 1828 y 1830), recolectó especímenes del lugar y colaboró con Sabin Berthelot en la elaboración de esta obra enciclopédica, que llevó 20 años y contó con la colaboración de otros especialistas, como Justin Pierre Marie Macquart y Alfred Moquin-Tandon.